# Jan Milíč

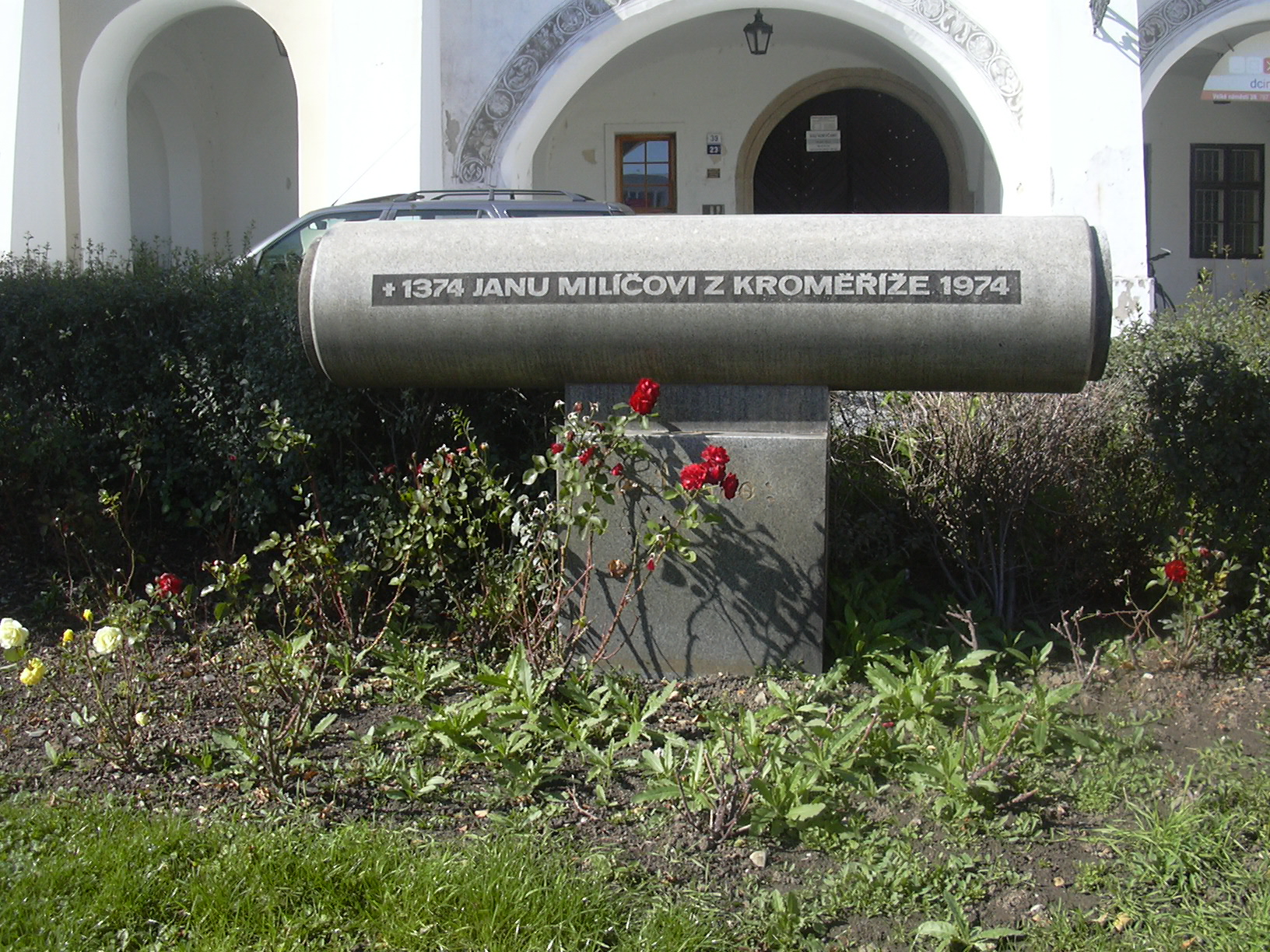
Minnesmärke i Kroměříž

Jan Milíč, född okänt år i Kroměříž, död 29 juni 1374 i Avignon, var en tjeckisk botpredikant. 
Milíč hade genom ivrigt studium av apokalypsen och öppnad blick för kyrkans förfall förts till tron, att domen var nära. Han predikade därför från 1363 väldeligen på tjeckiska och reste 1367 till Rom, där han kom i kollision med inkvisitionen, men befriades av den till Rom återvändande Urban V. 
I Prag ägnade Milíč sig med förnyad iver åt botpredikan, inrättade ett välsignelsebringande Magdalenahem, begav sig 1374 till påven i Avignon för att rättfärdiga sig mot anklagelser för kätteri, men dog där, innan hans sak blivit avgjord. Av hans skrifter är boken De Antichristo den mest betydande.